# Samel
Samel (Samolus) er en lille slægt med ca. 15 arter, der er udbredt over næsten hele verden, men med tyngdepunktet i de tempererede egne på den sydlige halvkugle. Slægten har været regnet til sin egen familie, men med APG III er den indordnet under Kodriver-familien. Der findes blot én art vildtvoksende i Danmark.
| Arter |

- Samel (Samulus valerandi) er en ret lille flerårig urt, med en karakteristisk lysegrøn farve. Den findes på strandenge og i strandrørsumpe i Østjylland og på Øerne.

## Eksterne links
- Flora Europaea: Samulus valerandi
- Den virtuella floran (med udbredelsekort)

| Botanik | Spire Denne botanikartikel er en spire som bør udbygges. Du er velkommen til at hjælpe Wikipedia ved at udvide den. |